# ثعلب بربري
الثعلب البربري (الاسم العلمي:Vulpes vulpes barbara) نوع من الثعالب الحمراء يعيش في الشمال الغربي لافريقيا على طول الساحل البربري لشمال أفريقيا.